# Sergio Tornaghi
Sergio Tornaghi est un ancien membre du groupe italien d'extrême gauche des Brigades rouges.

## Biographie
Le 12 novembre 1980, il est accusé d'avoir commis un crime en Italie pour lequel il est condamné en contumace à une peine de réclusion à perpétuité sur la base de la déclaration d'un repenti, sans preuves, en décembre 1984.
Une première demande d'extradition est formulée en 1986, puis à nouveau en 1998. Les deux fois, les juges français ont donné un avis défavorable à son extradition. 
Extrait d'une interview à Sud-Ouest le 3 juillet 2021 .
Malgré les deux avis défavorables, il est arrêté une troisième fois en avril 2021 à la demande des autorités italiennes .